# Морський пейзаж

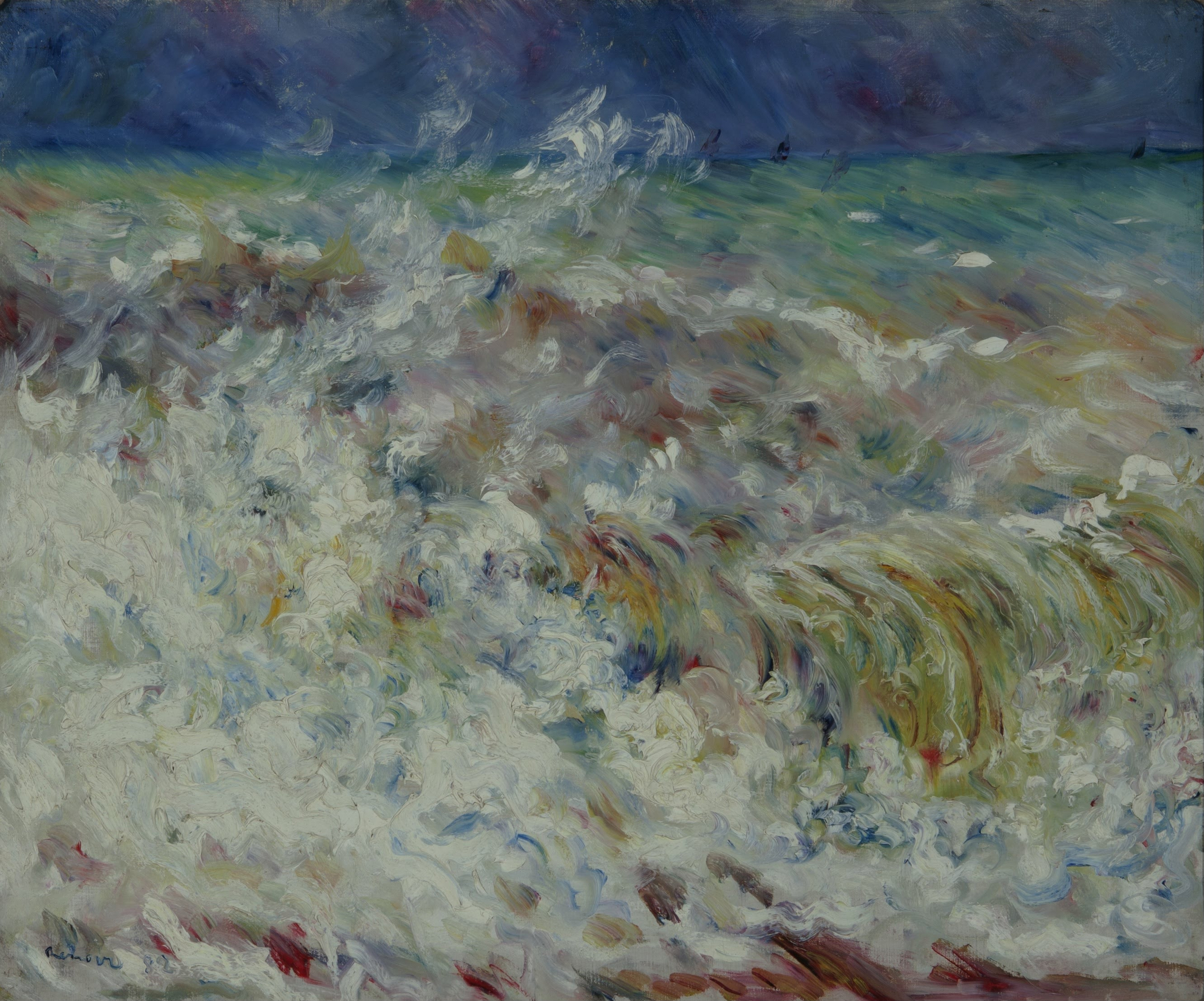
«Хвиля » П’єра-Огюста Ренуара

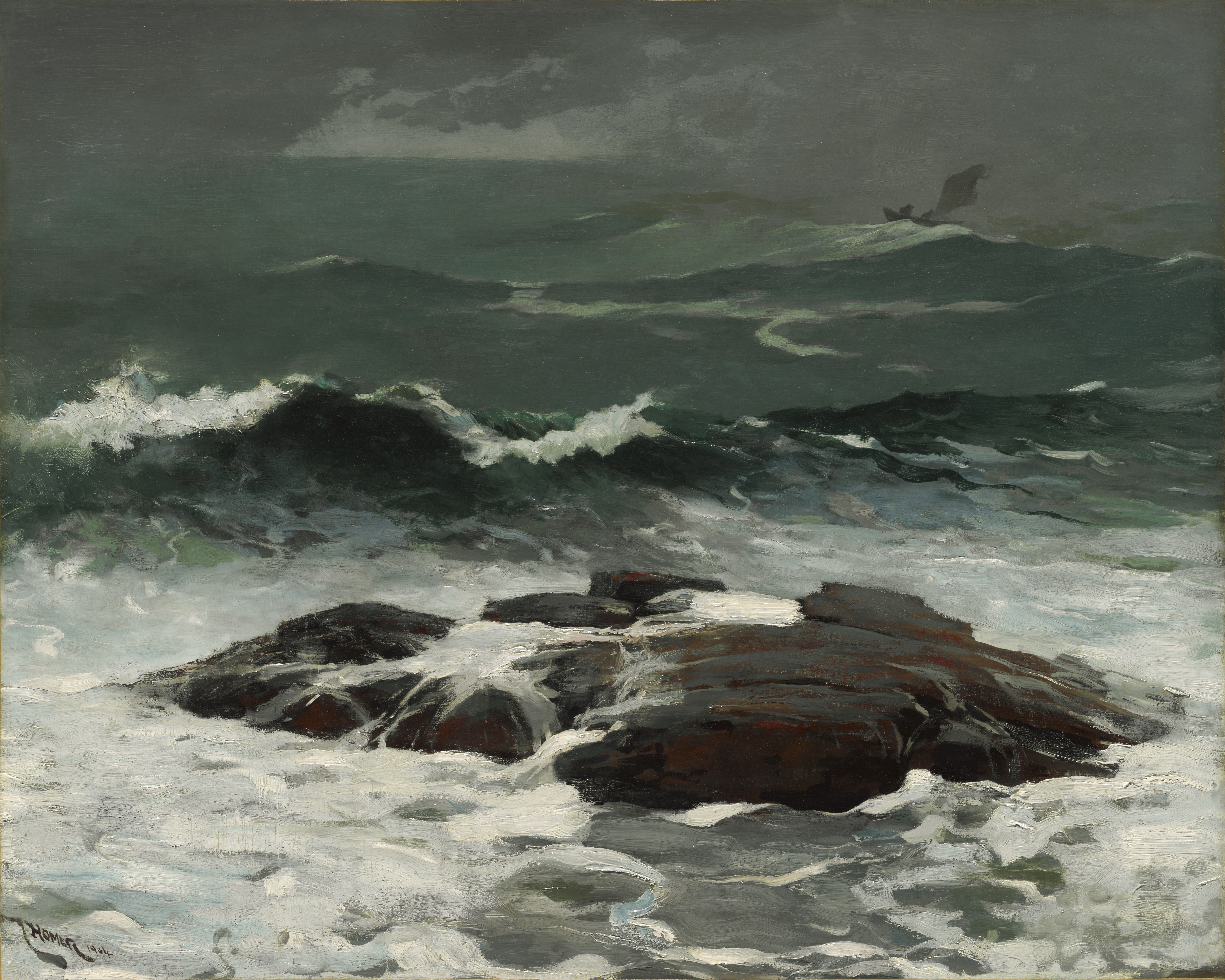
Літній шквал, 1904 рік. Морський пейзаж Вінслоу Гомера.

Морський пейзаж — фотографія, живопис чи інший витвір мистецтва, на якому зображено море, іншими словами приклад морського мистецтва. Слово виникло як утворення з ландшафту, яке вперше було використано для зображень землі в мистецтві. Подібним розвитком "морський пейзаж" також означає реальні види самого моря і застосовується в контексті планування до географічних розташувань, що мають гарний вид на море.

## Планування використання

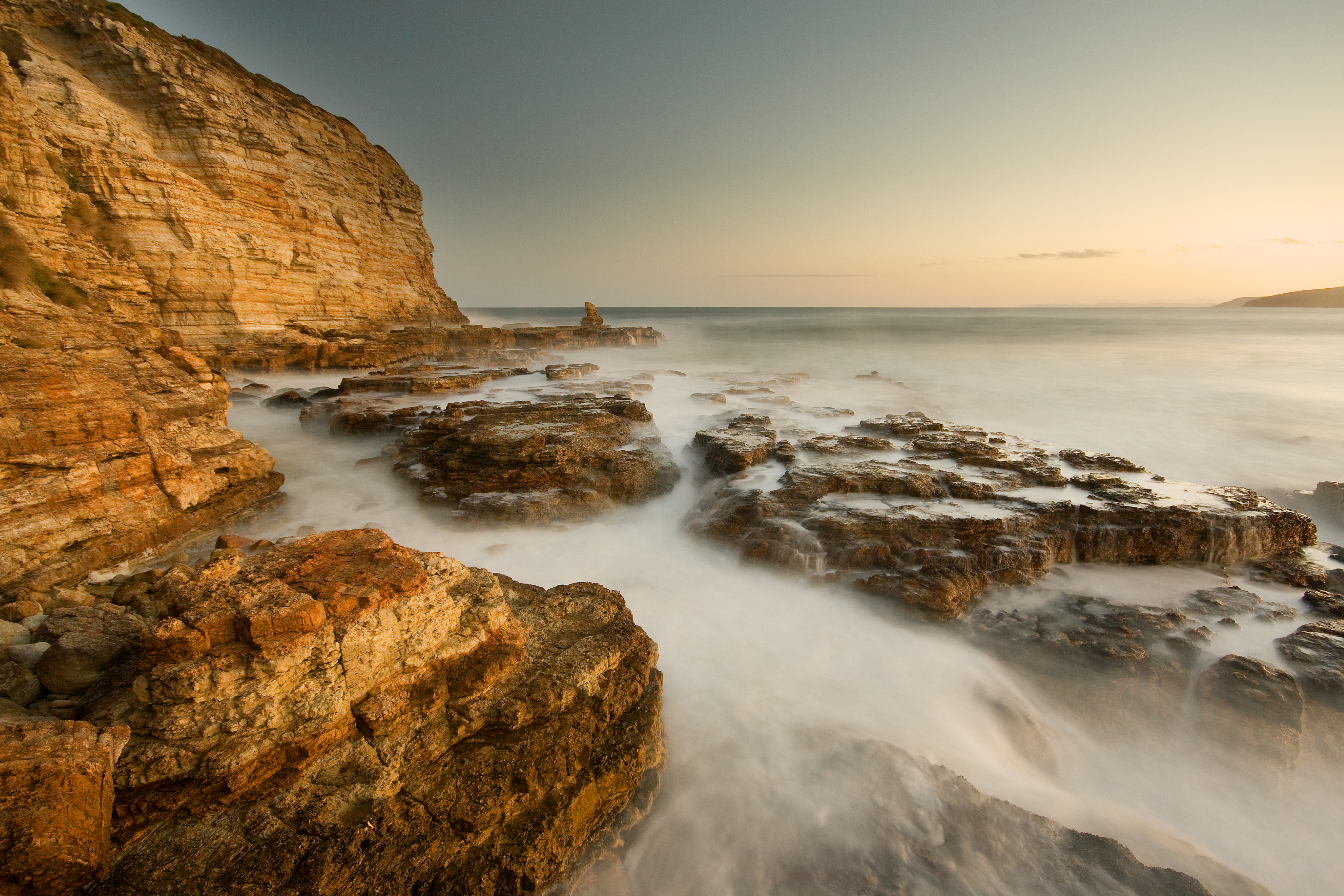
Фотографія морського пейзажу на пляжі Кліфтон, Південна Арма, Тасманія, Австралія

У Великій Британії морський пейзаж визначається в контексті планування та землекористування як поєднання суміжних суші, берегової лінії та моря в межах території, що визначається поєднанням взаємовидимості суша-море та оцінка характеру прибережного ландшафту, з основними мисами, що утворюють точки поділу між однією зоною морського пейзажу та наступною. Цей підхід до планування прибережних ландшафтів був спільно розроблений урядовими природоохоронними органами в Уельсі (Велика Британія) та Ірландії у 2000 році для сприяння просторовому плануванню (на той час нових) морських розробок вітроелектростанцій. Отриманий в результаті "Посібник з найкращих практик оцінки морського ландшафту  " (Інститут морської справи, Ірландія, 2001 р.) З тих пір був адаптований і застосований у Шотландії  та Уельсі  для керівництва розробниками морських вітроелектростанцій та для перенесення з оцінок просторового планування.
Тим часом це слово також було прийняте в Англії  посилаючись на історичні та археологічні райони моря — інший, але доповнюючий методологічний підхід, що охоплює те, що лежить під морською поверхнею. Це вживання слова відходить від фокусу на декорації та зорове сприйняття, натомість покладаючись лише на когнітивне сприйняття (те, що лежить під морською поверхнею, більшості з нас не видно).
У валлійській мові вже розмежовують „Морлуньяу” (морський пейзаж у традиційному розумінні картини, вигляду чи живопису) та „Морведдау” (морський пейзаж як окремий географічний район, що демонструє певні характеристики та якості). В англійській мові такої різниці немає.